# Victor Del Litto

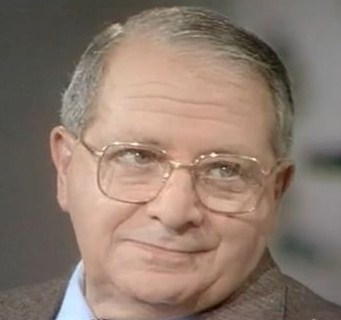
Victor Del Litto

Victor Del Litto (* 1. Januar 1911 in Ancona; † 9. August 2004 in Grenoble) war ein französischer Romanist und Literaturwissenschaftler italienischer Herkunft.

## Leben und Werk
Vittorio Del Litto floh 1930 vor dem italienischen Faschismus nach Grenoble und kämpfte unter der deutschen Besatzung als Résistant im Vercors. Er habilitierte sich 1954  mit den beiden Thèses La vie intellectuelle de Stendhal. Genèse et évolution de ses idées 1802-1821, Paris 1958, 1962, Genf 1997 und En marge des manuscrits de Stendhal. Compléments et fragments inédits 1803-1820 (Paris 1955). Ab 1957 besetzte er an der Universität Grenoble den Lehrstuhl für vergleichende Literaturwissenschaft (und war auch Dekan).
Als Spezialist von Stendhal führte er durch seine zahlreichen bibliographischen, biographischen und herausgeberischen Arbeiten das Erbe von Henri Martineau († 1958), Paul Arbelet (1874-1938), des Grenobler Bibliothekars und Gründers des Stendhal-Museums Louis Royer (1888-1938), sowie von François Michel (dit Dalès, † 1956) weiter. Er gründete den Stendhal Club und gab von 1958 bis 1995 149 Nummern der gleichnamigen Zeitschrift heraus. 1970 gründete er in Grenoble das Centre d'études stendhaliennes et romantiques.

## Weitere Werke (Auswahl)
- (Hrsg.) Lettres à Stendhal, 1803-1806, Paris 1943 (Le Divan)
- Manuel d'italien commercial, Grenoble 1944, 1951
- Petit vocabulaire italien, Gap 1948
- (Hrsg. mit Ernest Abravanel) Les oeuvres de Stendhal, 18 Bde., Lausanne 1960-1963
- (Hrsg. mit Henri Martineau) Stendhal, Correspondance, 3 Bde., Paris 1962-1967-1968 (Bibliothèque de la Pléiade)
- (Hrsg. mit Jean Fabre und James F. Marshall) François Michel (dit Dalès), Fichier stendhalien, 3 Bde., Boston 1964
- La vie de Stendhal, Paris 1965 (italienisch: Mailand 1967, 2009)
- (Hrsg.) Communications présentées au Congrès stendhalien de Civitavecchia [6-8 mars 1964] (IIIe journée du Stendhal club), Florenz 1966
- Album Stendhal iconographie réunie et commentée, Paris 1966 (italienisch: Mailand 1974)
- (Hrsg.) Stendhal, Œuvres complètes, 50 Bde., Genf 1967-1974, Genf/Paris 1986
- Stendhal en Dauphiné, Paris 1968
- (Hrsg.) Stendhal et Balzac. Actes du VIIe Congrès international stendhalien, Tours, 26-29 septembre 1969, 7e journée du Stendhal club, Aran 1972
- (Hrsg.) Stendhal, Voyages en Italie, Paris 1973 (Bibliothèque de la Pléiade)
- (Hrsg.) Stendhal et les problèmes de l'autobiographie. Actes du Colloque interuniversitaire, avril 1974, Grenoble 1976
- (Hrsg.) Le journal intime et ses formes littéraires. Actes du colloque de septembre 1975, Genf/Paris 1978
- (Hrsg.) Stendhal-Balzac, réalisme et cinéma. Actes  du XIe Congrès international stendhalien, Auxerre, 1976, Grenoble 1978
- (Hrsg.) Stendhal, Oeuvres intimes, 2 Bde., Paris 1981-1982 (Bibliothèque de la Pléiade)
- (Hrsg. mit Hermann Harder) Stendhal et l'Allemagne. Actes  du XIIIe Congrès international stendhalien, Brunswick, R.F.A. [Braunschweig], 1978, Paris 1983
- (Hrsg. mit Kurt Ringger), Stendhal et le romantisme. Actes du XVe Congrès international stendhalien, Mayence, [Université Johannes Gutenberg], [7-9 septembre] 1982, Aran/Paris  1984
- (Hrsg.) La création romanesque chez Stendhal. Actes du XVIe Congrès international stendhalien, Paris, 26-29 avril 1983, Genf 1985, 319 p.
- (Hrsg.) Stendhal, Voyages en France, Paris 1992 (Bibliothèque de la Pléiade)
- (Leitung) Bibliographie stendhalienne générale, hrsg. von   Emanuele Kanceff, 8 Bde., Moncalieri 1999-2007
- Les bibliothèques de Stendhal, Paris 2001
- (Hrsg.) Stendhal sous l'oeil de la presse contemporaine  1817-1843, Paris 2001